# 沈淮 (嘉靖進士)
沈淮（1522年—？），字澂伯，號三洲，浙江杭州府仁和縣人，民籍，明朝政治人物。

## 生平
嘉靖二十二年癸卯科浙江鄉試第八十九名舉人。嘉靖二十六年（1547年）中式丁未科會試第一百三名，登第三甲第七十六名進士。禮部觀政，授清江知县，升刑部主事，歷刑部山东司署员外郎，三十七年閏七月出为广东按察司佥事。
萬曆二年（1574年）正月起补云南佥事，三月升江西右参议，十月升福建副使，四年十二月升南京太常寺少卿，五年七月升南京通政使司右通政，七年四月以母老乞终养，命升光禄寺卿致仕。

## 家族
曾祖沈林；祖父沈智，壽官；父沈德銘，母倪氏（封安人）。弟沈沂、沈浤（生员）、沈淞、沈瀾（己卯举人）。子懋官、懋赏、懋榖。